# La terra (film 1930)
La terra (Zemlja / Земля) è un film del 1930 scritto e diretto da Aleksandr Dovženko.
Fu presentato alla prima edizione della Mostra del cinema di Venezia.

## Trama
Alla fine degli anni Venti, in Ucraina come nel resto dell'Unione Sovietica, sta iniziando la collettivizzazione delle terre, creando conflitti tra giovani e vecchi, tra ricchi proprietari (i kulaki) e contadini poveri.
Sotto un meleto, il vecchio Semën Trubenko muore serenamente. Ha vissuto nella terra e alla terra ritorna. Accanto a lui, giocano due bambini: è la continuità del ciclo della natura.
Il giovane contadino comunista Vasilij Trubenko, insieme ad altri amici, vorrebbe costituire una cooperativa e lavorare utilizzando i moderni mezzi meccanici, ma suo padre Opanas, legato alla tradizione della proprietà privata familiare, rifiuta di partecipare all'impresa. Vasilij e gli amici ottengono dal consiglio del villaggio un trattore e creano una fattoria collettiva. 
Una notte Vasilij ritorna dalla casa della fidanzata Natal'ja, tanto felice da mettersi a ballare da solo sotto la luna. Un colpo di fucile lo abbatte sulla strada. È stato il giovane kulak Choma, che non può accettare il nuovo stato delle cose.
Al funerale, celebrato senza cerimonie religiose, il villaggio giura di continuare l'opera di Vasilij. Mentre il vecchio pope, smarrito, si aggira nella chiesa deserta, Choma è in preda a una folle rabbia: danza, si rotola in terra, grida e confessa il proprio delitto, ma nessuno gli dà retta.
Viene la pioggia a fecondare i campi e gli orti, e Natal'ja, in un sogno che pare realtà, si ritrova ancora tra le braccia di Vasilij.

## Produzione
Prodotto dalla VUFKU

## Distribuzione
Il film fu distribuito dall'Amkino Corporation. In URSS, uscì l'8 aprile 1930. Nel 1971, il film venne restaurato e nel 1975, venne sottotitolato anche in inglese.

### Date di uscita
IMDb
- Unione Sovietica: 8 aprile 1930
- Germania: 17 luglio 1930 (Berlino)
- USA: 17 ottobre 1930
- Italia: agosto 1932 (Mostra del Cinema di Venezia)
- Finlandia: 10 novembre 1972
- Grecia: 24 aprile 2010

### Titoli
- Земля:	Unione Sovietica (titolo Russo)
- Earth: titolo Inglese)
- Erde: Germania
- Föld: Ungheria
- I gi: Grecia
- Jorden: Svezia
- La terre: Francia
- La tierra: Spagna
- Maa: Finlandia
- Terra:	Brasile
- Ziemia: Polonia

## Critica
Per il Dizionario Mereghetti, si tratta di «un grandissimo poema lirico, da collocare tra i più grandi della storia del cinema». Anche il Dizionario Morandini lo definisce «un affascinante poema lirico, permeato di un panteismo quasi epico, di grande armonia formale. Un capolavoro».
«Le inquadrature semplicissime, ma ricche di grande bellezza, riducono il soggetto all'essenziale. (...) Si sente ovunque l'amore per l'Ucraina, patria del regista». Elementi  che fecero di «quest'opera fondamentale un poema lirico sconvolgente, giustamente classificato, per ben due volte,  tra i dodici più bei film del mondo». 
Enrico Ghezzi in un’intervista in cui gli venivano chiesti i suoi film preferiti, lo ha citato nella sua lista.

## Riconoscimenti
Nel 1930 è stato indicato tra i migliori film stranieri dell'anno dal National Board of Review of Motion Pictures.